# Tillandsia loxichaensis
Tillandsia loxichaensis là một loài thuộc chi Tillandsia. Đây là loài đặc hữu của México.